# Streckad myrtörnskata
Streckad myrtörnskata (Thamnophilus tenuepunctatus) är en fågel i familjen myrfåglar inom ordningen tättingar.

## Utseende och läte
Streckad myrtörnskata är en medelstor (15–16 cm) myrtörnskata med skilda dräkter för hane och hona. Båda könen har en tofs på huvudet och gulaktigt öga. Hanen är svart med tunna svarta tvärband över hela kroppen utom på helsvarta hjässan och svartstreckat vita strupen. Honan är roströd på hjässa, ovansida, vingar och stjärt. Undersidan, strupen och huvudsidorna är tecknad som hos hanen. Sången består av en högljudd serie med accelererande och abrupta nasala toner som först stiger i tonhöjd och sedan sjunker, för att avslutas med en raspig ton.

## Utbredning och systematik
Streckad myrtörnskata förekommer i Andernas östsluttning och delas in i tre underarter med följande utbredning:
- Thamnophilus tenuepunctatus tenuepunctatus – östra Anderna i norra och centrala Colombia
- Thamnophilus tenuepunctatus tenuifasciatus – södra och centrala Colombia (Putumayo) och östra Ecuador
- Thamnophilus tenuepunctatus berlepschi – sydöstra Ecuador (södra Zamora Chinchipe) och nordöstra Peru

## Status
Arten har ett stort utbredningsområde och beståndet anses vara stabilt. Internationella naturvårdsunionen IUCN listar den därför som livskraftig (LC).